# Библиотека Австралийского национального университета
Библиотека Австралийского национального университета (англ. Australian National University Library) — часть Австралийского национального университета в Канберре, одного из крупнейших мировых исследовательских университетов.

## История
1948 год — основание Библиотеки Австралийского национального университета (ANU), связанное с назначением первого университетского библиотекаря Артура Леопольда Гладстона Макдональда (1898—1981) .
Роль библиотеки в становлении университета была такова, что назначение Артура Макдональда на должность библиотекаря Временным советом Университета произошло раньше, чем назначения профессоров Университета .
Первоначально Макдональд и несколько помощников располагались в Ормонд-колледже Мельбурнского университета , где они начали формировать коллекцию.
В конце 1950 года коллекция, которая выросла примерно до 40 000 томов, была переведена в Канберру, где разместилась в городской больнице Канберры и близлежащих зданиях .
В течение 1950-х годов коллекция неуклонно росла, и к моменту ухода Макдональдса на пенсию в 1960 году коллекция выросла до 150 000 томов (без учёта брошюр) .

## Библиотекари университета
- 1948—1960: Артур Леопольд Гладстон Макдональд (1898—1981)
- 1960—1972: Джей Джей Граник
- 1974—1980: М. Г. Симмс
- 1980—2002: Колин Стил
- 2003—2011: В. Г. Эллиотт
- 2011 — настоящее время: Роксана Миссингем

## Филиалы библиотеки

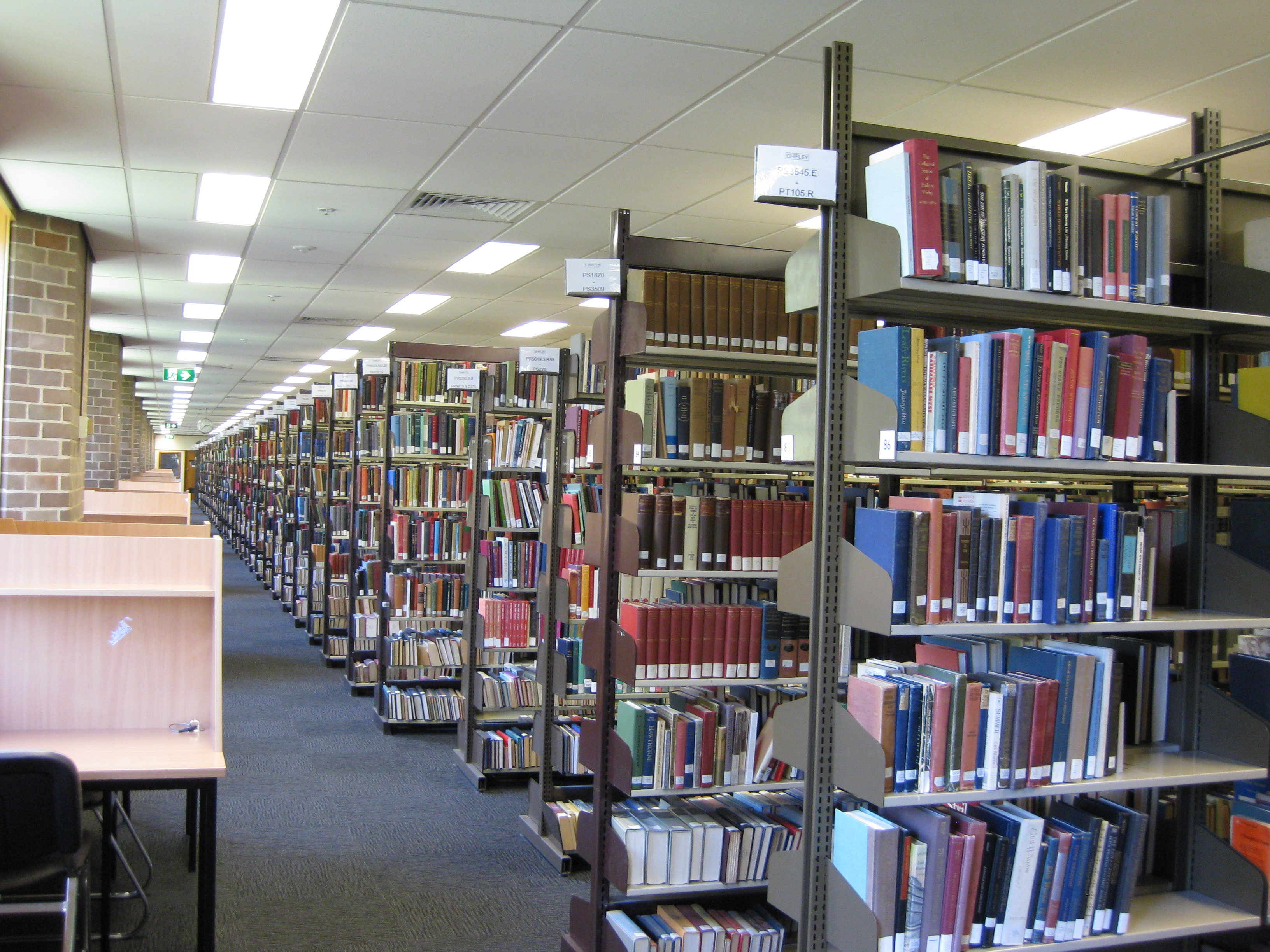
Книжные полки на верхнем этаже библиотеки Чифли

Коллекция библиотеки размещена в 5 специализированных филиалах библиотеки.

### Художественная и музыкальная библиотека
Художественная и музыкальная библиотека, расположенная в Школе искусств, обслуживает как Школу искусств, так и Школу музыки. Это основная библиотека изобразительного искусства в ANU, в которой хранятся материалы по изобразительному искусству во многих форматах, включая: книги, журналы, каталоги выставок, видео, компакт-диски, DVD-диски, слайды (более 70 000 35-миллиметровых слайдов).
В этой библиотеке также хранятся музыкальные коллекции ANU, в том числе: партитуры, компакт-диски, пластинки, книги, собрания сочинений, журналы и электронные базы данных.
Библиотека также предоставляет бесплатное членство учащимся Visual Arts Access & Open School of Music.
Также библиотека выдает оркестровые и хоровые наборы за определённую плату.

### Библиотека Чифли
Библиотека Чифли (названная в честь премьер-министра Бена Чифли) содержит основные коллекции социальных и гуманитарных наук ANU, относящиеся к Австралии, Европе и Америке, а также резервные фонды социальных и гуманитарных наук.
Основные охватываемые предметные области включают: экономику, образование, изобразительное искусство, историю, языки, лингвистику, литературу, философию, политологию, религию, социологию, женские исследования и официальные документы.
25 февраля 2018 года все книги и другие предметы, включая ценные и редкие произведения, на нижнем уровне были уничтожены или повреждены наводнением. Наводнение также вывело из строя электрические, кондиционирующие и информационные системы здания. В результате наводнения было уничтожено более 100 000 книг, что составляет до 10 процентов от общего количества фондов ANU.

### Библиотека Хэнкока

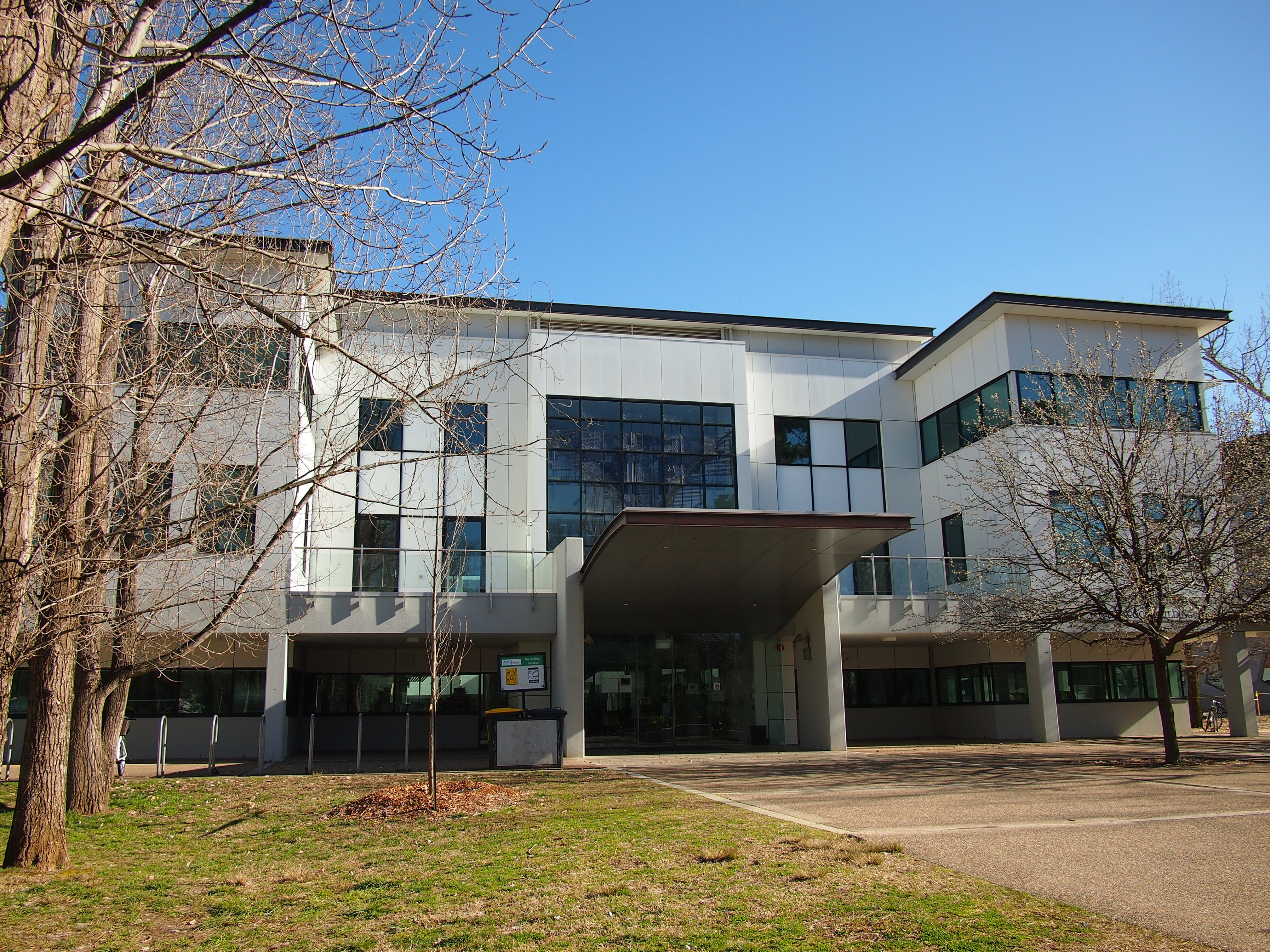
Вход в здание WK Hancock Building.

Библиотека Хэнкока, названная в честь историка Уильяма Кейта Хэнкока, содержит основные научные коллекции ANU, которые включают более 900 серий и более 200 000 монографий.
Основные охватываемые предметные области включают: историю и философию науки, политологию; математические и вычислительные науки; психологию; биологические науки; экологию; лесное хозяйство; географию; геологию; технику и технологии.

### Юридическая библиотека
Юридическая библиотека, расположенная в юридическом колледже ANU, предоставляет широкий спектр юридических ресурсов для сотрудников и студентов. В сборниках законов представлены законодательные акты и прецедентное право всех австралийских юрисдикций и нескольких стран Содружества. Особое внимание в сборнике уделено публичному и международному праву.

### Библиотека Мензиса

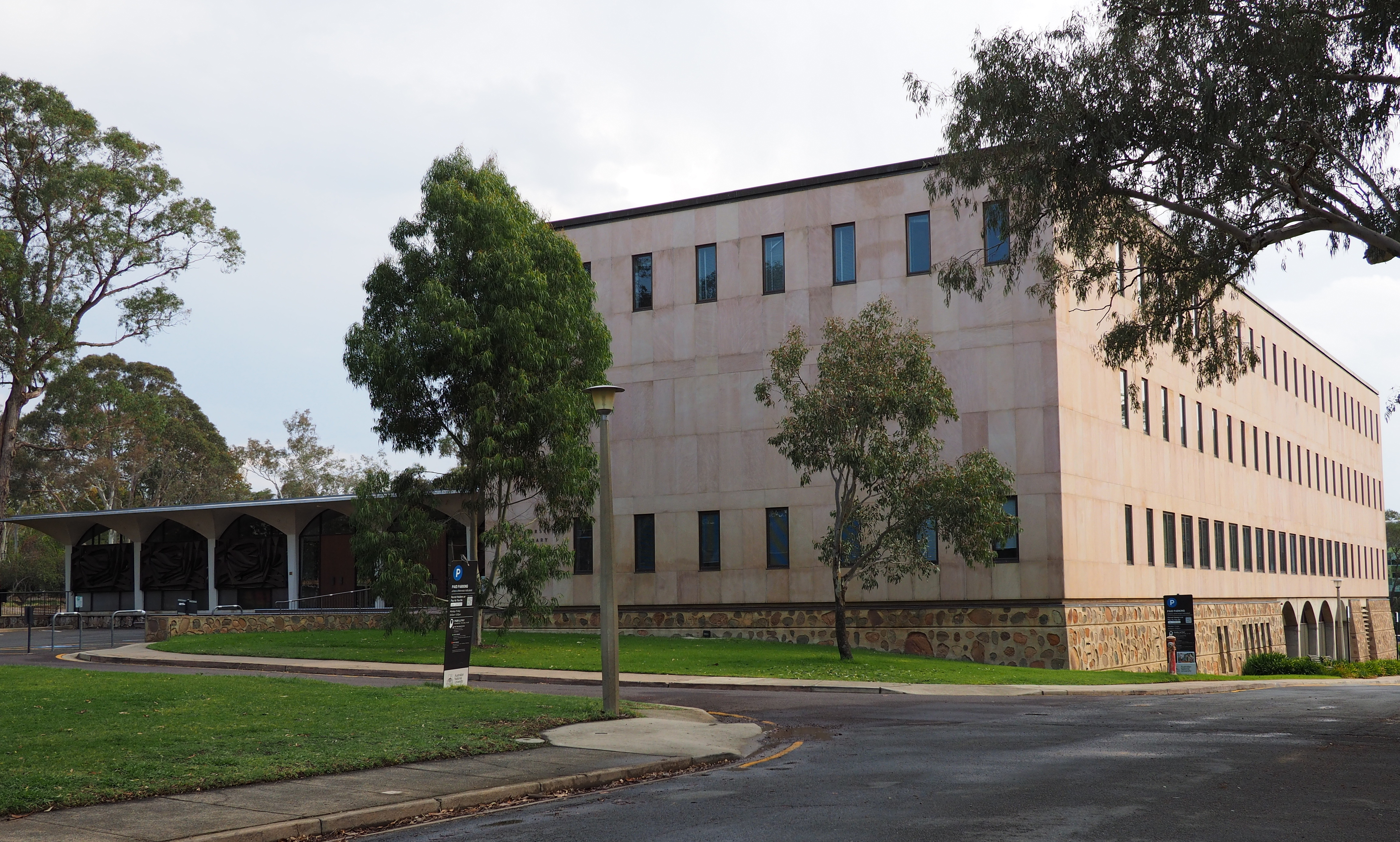
Р. Г. Мензис Билдинг

Коллекции в Библиотеке Мензиса (названной в честь премьер-министра Роберта Мензиса) содержат исследования Азиатско-Тихоокеанского региона в области истории, антропологии, политики и международных отношений, литературы и языка, религии и философии.
Фонды библиотеки азиатских научных материалов считаются наиболее полными среди австралийских университетских библиотек и высоко котируются на международном уровне. Кроме того, библиотека Мензиса вместе с архивами ANU составляют крупный ресурсный центр для исследований Тихого океана.

### Фонд «Редкие книги /специальные коллекции»
Фонд «Редкие книги и специальные коллекции ANU» представляет собой коллекции закрытого доступа, которые находятся в Зале редких книг в здании RG Menzies. Известные специальные коллекции включают:
- Коллекция Петра Хереля из книг художников и портфелей с ограниченным тиражом : содержит работы, созданные в Мастерской графических исследований (1978—1998) Канберрской школы искусств;
- Коллекция Мортлейка: десять тысяч томов английской литературы XIX века, особенно в жанрах: бульварных романов, «романов-сенсаций», опубликованных Minerva Press, готических романов и детской литературы;
- Коллекция Ла Ноза: более 500 томов по политической экономии, содержащих множество ранних работ в этой области, включая первое издание «Исследования природы и причин богатства народов» Адама Смита, 1776 г.;
- Коллекция Джозефа Нидэма : небольшая коллекция китайских книг и журналов по математике и физике.
- Kapper Collection: около 1250 томов, которые отражают выбор, доступный на полках небольшого австралийского книжного магазина около 50 лет назад.
- Коллекция Колера: эдвардианские романы.

## Архив
Архивы ANU хранят собственные архивы университета и собирают архивы бизнеса, профсоюзов, профессиональных ассоциаций и отраслевых органов для поддержки исследований университетского сообщества и широкой общественности.
Он собирается в двух областях: в университетских архивах и в Архивном центре Ноэля Батлина.

### Архив университета
В университетских архивах хранится ряд материалов конца 1920-х годов, относящихся к истории Австралийского национального университета. Этот материал доступен в соответствии с 30-летним правилом (с переходом на 20-летнее правило к 2021 году), что означает, что записи до середины 1980-х годов обычно могут использоваться для исследований. Коллекция включает протоколы Совета ANU и других университетских комитетов, файлы переписки, фотографии, планы и публикации, такие как годовые отчеты и ANU Reporter. Документы академического и руководящего состава университета и университетских организаций также являются частью университетского архива.

### Архивный центр Ноэля Батлина

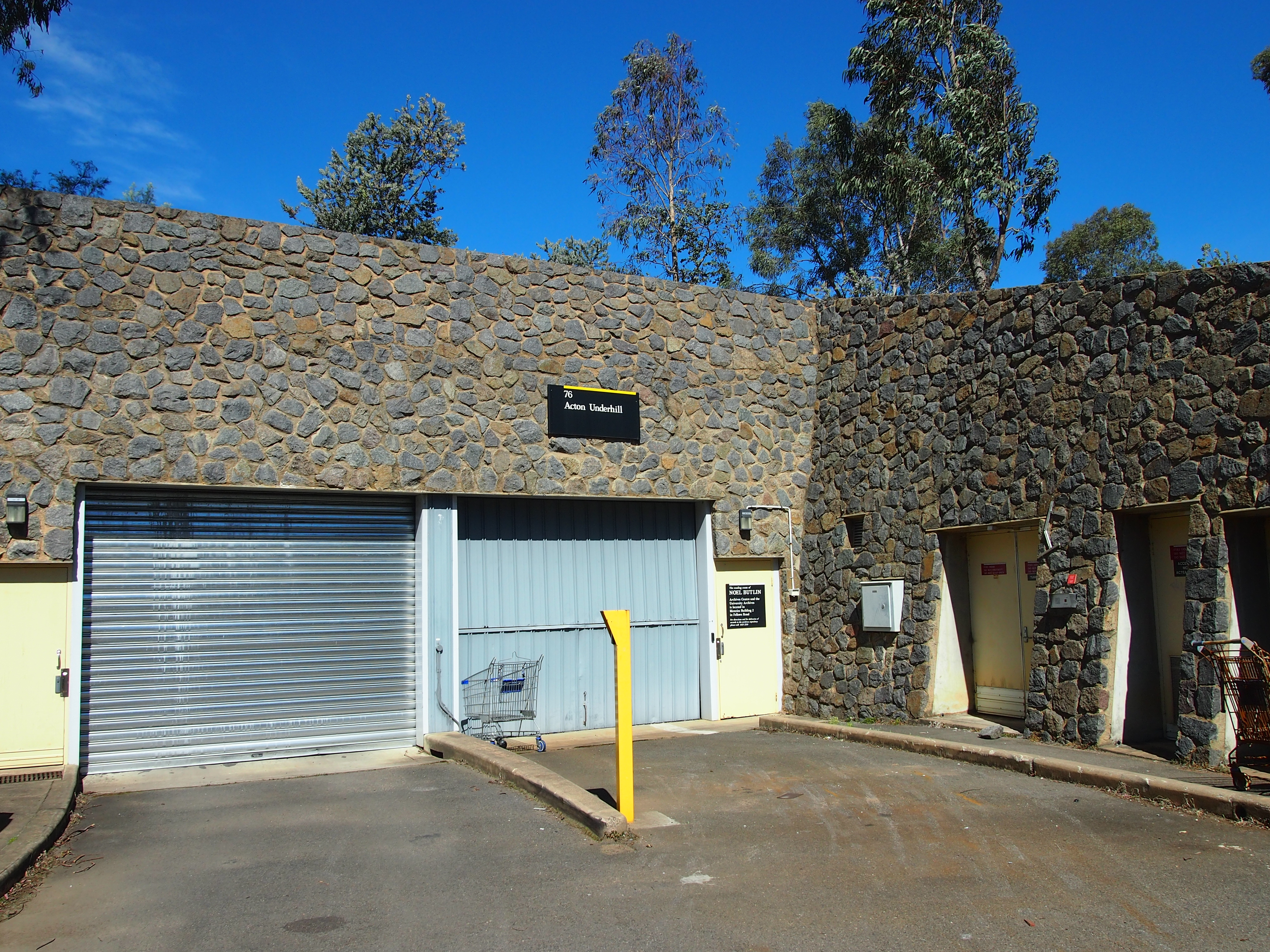
Вход в здание Эктон Андерхилл, в котором находится архив Ноэля Батлина. Читальный зал архива находится в библиотеке Мензиса.

Архивный центр Ноэля Батлина (NBAC) собирает деловые и трудовые документы австралийских компаний, профсоюзов, отраслевых органов и профессиональных организаций. Это национальная организация, принимает материалы из всех штатов и территорий.
NBAC хранит записи крупных компаний, таких как Австралийская сельскохозяйственная компания, Бернс Филип, CSR Ltd, Dalgety’s, Tooth and Company и Adelaide Steamship Company, а также небольших предприятий, таких как пасторальные станции. Также архив хранит записи о профсоюзах, зарегистрированных на федеральном уровне, и их предшественниках, а также о высших советах, таких как Австралийский совет профсоюзов (ACTU) и Национальная федерация фермеров. Записи датируются 1820-ми годами — началом XXI века и включают файлы, фотографии, протоколы собраний, некоторые записи о персонале и членстве, карты и планы, а также публикации, такие как профессиональные журналы и информационные бюллетени профсоюзов.
Некоторые материалы имеют закрытый статус, так как не подошел срок их публичного обнародования, или может потребоваться разрешение владельцев, прежде чем их можно будет использовать.
Коллекция поддерживает исследования по таким темам, как производственные отношения, иммиграция, работающие женщины, занятость коренных народов, архитектура, экономическая история, семейная история, социальная история в Австралии и Тихоокеанском регионе, а также по конкретным отраслям, таким как сельское хозяйство, лесозаготовка, судоходство, горнодобывающая промышленность, пивоварение., реклама и финансы. Кроме того, в Архиве хранится коллекция Национального архива по СПИДу, в которой задокументирована история образования и профилактики ВИЧ/СПИДа по всей Австралии.
Коллекция Архива Ноэля Батлина разделена на следующие категории:
- Компании,
- Организации, включая профсоюзы и профессиональные ассоциации,
- Личные документы,
- Собрание Национального архива по СПИДу,
- Карты,
- Фотографии.
Сайт архива и данная коллекция стали популярны и заметны в исследовательском после того, как в начале января 2014 года они были представлены станцией Австралийской радиовещательной корпорации ABC Local Radio 666AM. В то время коллекции архива хранились на верхних уровня Актонского туннеля[англ.], который проходит под кампусом университета ANU.[7]